# جيمس هوارد جارفيس الثاني
جيمس هوارد جارفيس الثاني (بالإنجليزية: James Howard Jarvis II)‏ (و. 1937 – 2007 م) هو محام، وقاض من الولايات المتحدة الأمريكية .

## التعليم
تعلم في جامعة تينيسي.